# 叫兽易小星
易振兴（1984年7月15日—），网名“叫兽”、“我是蠢爸爸”、“叫兽易小星”，中国大陆网络视频制作者、影视导演、演员。

## 生平
早期的视频以在猫扑和土豆网发表电子游戏解说为主，后来也涉猎到其他方面，例如曾为网络游戏《征途2》配音。2009年被评为该年度网络红人，2010年获中国网络游戏风云榜“微博之星”奖、在土豆网拥有超过万名粉丝。2011年成立北京万合天宜影视文化有限公司，期间制作多部微电影，2013年制作《万万没想到》系列视频。2015年制作、导演電影《萬萬沒想到：西遊篇》。

## 影视作品

### 導演
- 2013~2015年網路劇《萬萬沒想到》
- 2015年電影《萬萬沒想到：西遊篇》票房3亿
- 2020年电影《沐浴之王》票房4.04亿
- 2023年电影《人生路不熟》票房11.8亿
- 2025年电影《人生开门红》

### 监制
- 2024年网络短剧《金豬玉葉》

### 演出

#### 劇集
- 2013年：《萬萬沒想到》飾 公主、唐僧
- 2014年：《萬萬沒想到之小兵過年》飾 諸葛亮
- 2014年：《萬萬沒想到第二季》飾 唐僧
- 2015年：《廢柴兄弟3》飾 黑客小星
- 2016年：《異能家庭》 飾 陳亨通
- 2016年：《歡喜密探》 飾 松林五霸
- 2017年：《鮮肉老師》 飾 米歇爾
- 2017年：《終極三國》 飾 曾翩毯
- 2018年：《萬能圖書館》 飾 葉小星
- 2020年：《唐人街探案》 飾 Rise again比賽主持
- 2025年：《俠客行不通》 飾 說書人
- 待播：《奇迹》 飾 周大富

#### 電影
- 2015年：《萬萬沒想到：西遊篇》 飾 沙僧
- 2015年：《九層妖塔》 飾 石油工人
- 2015年：《一路驚喜》 飾 李導
- 2017年：《乘风破浪》 飾 摄影师
- 2019年：《飞驰人生》
- 2025年：《人生开门红》 飾 專車司機